# Richard Cawthorne
Richard Cawthorne (Hong Kong, 3 dicembre 1976) è un attore australiano.

## Biografia
Nato a Hong Kong nel 1976, Richard Cawthorne è figlio di una giornalista del South China Morning Post e di un dirigente del marketing di una società cinematografica di Hong Kong, la Golden Harvest Studios.
Ha un fratello maggiore ed è cugino del politico australiano Martin Pakula, più volte ministro.

## Carriera
Cawthorne è apparso in molte produzioni cinematografiche e televisive, oltre ad essere attivo anche a livello teatrale. Tra i suoi lavori televisivi Catching Milat, Fat Tony & Co, Bikie Wars: Brothers in Arms, The Straits, East West 101, Rush, Noise, Neighbours, Underbelly: Squizzy, Wolf Creek e Killing Time.
Per quest'ultimo si è aggiudicato il premio Australian Academy of Cinema and Television Arts (AACTA) del 2012 come Miglior Attore non protagonista in un Dramma Televisivo.

Sul grande schermo si ricordano i ruoli in Upgrade (2018) e Era mio figlio (2020).
Nel 2015, Richard è stato nominato ambasciatore del National Theatre di Melbourne.

## Filmografia parziale
- Noise, regia di Matthew Saville (2007)
- Bikie Wars: Brothers in Arms - miniserie televisiva (2012)
- Underbelly: Squizzy (2013)
- Catching Milat - miniserie televisiva (2015)
- The Death and Life of Otto Bloom, regia di Cris Jones (2016)
- Upgrade, regia di Leigh Whannell (2018)
- Harrow - serie TV (2018-2021)
- Era mio figlio (The Last Full Measure), regia di Todd Robinson (2020)